# Bên cầu dệt lụa
Bên cầu dệt lụa là tuồng cải lương kinh điển của Việt Nam do soạn giả Thế Châu sáng tác và được công diễn lần đầu vào năm 1976. Vở diễn nói lên lòng chung thủy của tiểu thư Quỳnh Nga và Trần Minh. Bên cầu dệt lụa có nội dung đơn sơ, mộc mạc như câu chuyện cổ tích, đề cao nhân nghĩa ở đời, lòng hiếu thảo, tình bằng hữu, nghĩa thủy chung.

## Lịch sử
Nguyên tác vở cải lương dựa trên tích "Trần Minh khố chuối" trong truyện cổ dân gian Việt Nam. Trước năm 1976, khoảng thập niên 1960, soạn giả Thanh Cao dựa vào cốt truyện này đã soạn thành một vở tuồng hát trên sân khấu Tiếng Chuông. Hai soạn giả Hà Triều – Hoa Phượng cũng dùng cốt truyện này soạn thành vở tuồng đề tựa Quán gấm đầu làng, hát trên sân khấu Bích Sơn – Ngọc An. Tuy nhiên, phiên bản nổi tiếng nhất là do soạn giả Thế Châu sáng tác và được trình diễn năm 1976 bởi đoàn cải lương Thanh Minh. Trong vở hội tụ nhiều diễn viên tài danh từng đoạt giải Thanh Tâm như Thanh Nga (1958), Hùng Minh (1959), Thanh Tú (1963), Thanh Sang (1964) và Bảo Quốc (1967).

## Nội dung
Chuyện kể rằng, ở một làng nọ, có tiểu thơ Quỳnh Nga, con quan huyện, đem lòng yêu thương Trần Minh, một chàng trai nghèo nhưng tài giỏi, hiếu thảo. Dù hai gia đình trước đây đã từng chỉ phúc giao hôn cho Trần Minh – Quỳnh Nga, nhưng nay vì gia đình Trần Minh suy sụp, nghèo túng, quan huyện hủy bỏ lời giao hôn ngày nào. Khuyên không được cha, Quỳnh Nga nhất định vượt khuê môn ra ngoài dựng quán, chăn tằm dệt lụa, tự lo việc mưu sinh và giúp đỡ Trần Minh ăn học. Trời không phụ người hiền, sau mấy năm trời sôi kinh nấu sử, Trần Minh đã đỗ trạng nguyên, vinh quy bái tổ, sống hạnh phúc bên Quỳnh Nga, không còn bị ai ngăn cản.

## Phân vai lần diễn đầu tiên
- Thanh Nga – Quỳnh Nga
- Thanh Sang – Trần Minh
- Ngọc Nuôi – Trần Mẫu
- Thanh Tú – Nhuận Điền
- Kim Hương – Tiểu Loan
- Xuân Lan (trước đây là nghệ sĩ Bạch Lê) – Công chúa Bích Vân
- Văn Ngà – Vua
- Chí Hiếu (trước đây là nghệ sĩ Hoàng Giang) – Quan huyện
- Ba Xây – Tướng quân Giả Lộ
- Bảo Quốc – Tất Đạo
- Hùng Minh – Hiếu Danh

## Các lần diễn
Đến nay, vở cải lương này đã được diễn rất nhiều, nhưng nổi tiếng nhất vẫn là bản gốc năm 1976.